# Víctor Pastrana
Víctor Pastrana Carrasco (Guadalajara, 27 settembre 1996) è un calciatore spagnolo, centrocampista del Lugo.

## Caratteristiche tecniche
È un esterno destro.